# Lordiphosa shii
Lordiphosa shii är en tvåvingeart som beskrevs av Quan och Zhang 2001. Lordiphosa shii ingår i släktet Lordiphosa och familjen daggflugor. Inga underarter finns listade i Catalogue of Life.